# گلنوود، شهرستان میسون، ویرجینیای غربی
گلنوود (به انگلیسی: Glenwood) یک منطقهٔ مسکونی در ایالات متحده آمریکا است که در شهرستان ماسون، ویرجینیای غربی واقع شده‌است. گلنوود ۱۶۸٫۸۶ متر بالاتر از سطح دریا واقع شده‌است.